# روبی ثروت
روبی ثروت (به انگلیسی: Ruby Throat) گروهٔ موسیقی نئوفولک بریتانیایی بود که در سال ۲۰۰۷ توسط خوانندهٔ انگلیسی کیتی‌جین گارساید و گیتارزن آمریکایی کریس وایتینگهام به‌وجود آمد. این گروهٔ موسیقی دونفره طی انحلال گروهٔ موسیقی قبلی گارساید، کوئینادرینا تشکیل داده شد و چهار آلبوم استودیویی ضبط کرده‌اند. گارساید و وایتینگهام بعدها در سال ۲۰۲۰ تحت نام «لایر، فلاور» موسیقی منتشر کردند.

## اعضا
- کیتی‌جین گارساید - آواز
- کریس وایتینگهام - هم‌خوان، گیتار، ماندولین، گیتار لپ استیل، سی‌تار